# 2017年阿斯塔納世界博覽會大韓民國館
2017年阿斯塔納世博會南韓館是2017年阿斯塔納世界博覽会代表南韓的展館，位於世博園406展區。南韓館的主題為「未來能源，智能城市」，館內展示南韓的文化外，展示了其過去、現在及未來的能源發展。

## 設施

### 主展廳
主展覽由三個不同主題的展廳所構成，當中展出2030年濟州能源發展計劃的構思內容。

### 南韓品牌區
南韓品牌區（Korea's Brand Zone）為南韓館展示能源發展外所開設的展區，當中設有韓國菜餐館、商品售賣區及K文化中心（K-Culture Zone），供來賓體驗韓國潮流文化

## 圖集

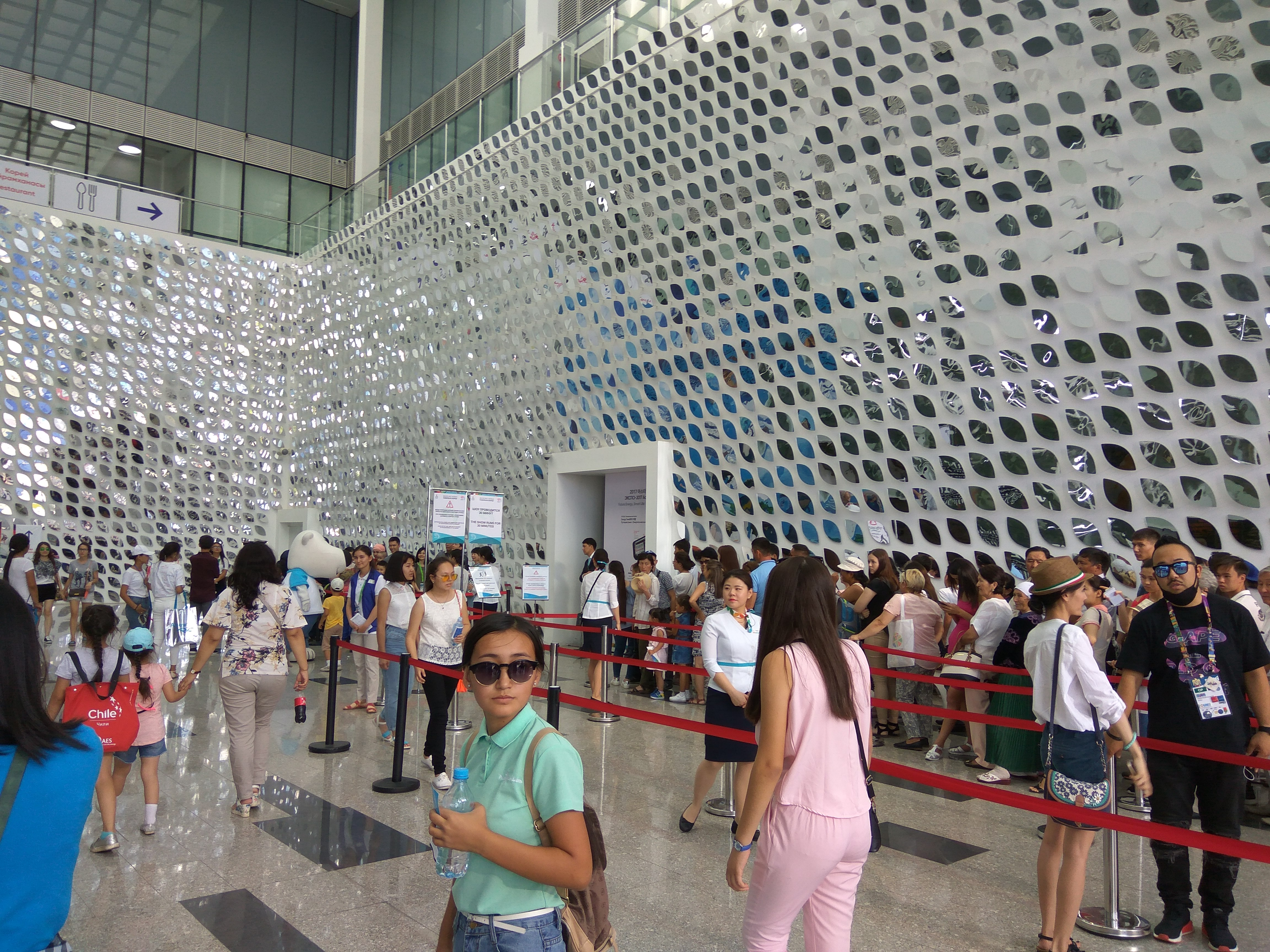
展館的排隊區與入口

## 外部連結
- 2017年阿斯塔納世界博覽會南韓館官方網頁